# Paul Vogel (Kameramann)
Paul Vogel, auch Paul C. Vogel, (* 22. August 1899 in New York City; † 24. November 1975 in Los Angeles, Kalifornien) war ein US-amerikanischer Kameramann.

## Leben
Paul Vogel begann seine Karriere als Kameramann in den späten 1920er Jahren.
1947 arbeitete er als Kameramann an dem Film Die Dame im See mit. Das Besondere war, dass die Handlung den Zuschauern im Point-of-View-Shot gezeigt wurde. Die Regie und die Hauptrolle übernahm Robert Montgomery. 1950 wurde Vogel für seine Mitarbeit an dem Film Kesselschlacht mit dem "Academy Award for Best Cinematography, Black and White" (bekannt unter dem Spitznamen Oscar) ausgezeichnet. 1963 wurde er für sein Mitwirken an Die Wunderwelt der Gebrüder Grimm für den Preis nominiert. In den 1960er Jahren war Vogel auch für das Fernsehen tätig, so war er u. a. als Kameramann an vier Episoden der Serie Die Seaview – In geheimer Mission beteiligt.
1941 inszenierte er mit Army Champions einen Kurzdokumentarfilm, der in der Bester Kurzfilm (One-Reel) für den Academy Award nominiert wurde.

## Filmografie (Auswahl)
- 1932: Flirt (Huddle) (Zweite Kamera)
- 1941: Army Champions (Kurzfilm; Regie und Kamera)
- 1942: Der Gentleman-Killer (Kid Glove Killer)
- 1947: Anklage: Mord (High Wall)
- 1947: Die Dame im See (The Lady in the Lake)
- 1947: Hoppla, hier kommt Merton! (Merton of the Movies)
- 1949: Kesselschlacht (Battleground)
- 1949: Sumpf des Verbrechens (Scene of the Crime)
- 1950: Blutrache in New York (Black Hand)
- 1950: Brustbild, bitte! (Watch the Birdie)
- 1950: Wilde Jahre in Lawrenceville (The Happy Years)
- 1951: Go for Broke!
- 1951: Verschwörung im Nachtexpreß (The Tall Target)
- 1952: Frau in Weiß (The Girl in White)
- 1952: Verkauft und verraten (The Sellout)
- 1953: Arena
- 1953: Ein verwöhntes Biest (The Girl Who Had Everything)
- 1954: Grünes Feuer (Green Fire)
- 1954: Alt Heidelberg (The Student Prince)
- 1955: Der scharlachrote Rock (The Scarlet Coat)
- 1955: Die zarte Falle (The Tender Trap)
- 1956: Dem Adler gleich (The Wings of Eagles)
- 1956: Die oberen Zehntausend (High Society)
- 1959: Tarzan, der Herr des Urwaldes (Tarzan, the Ape Man)
- 1959: Die Nervensäge (The Gazebo)
- 1960: Die Zeitmaschine (The Time Machine)
- 1962: Zeit der Anpassung (Period of Adjustment)
- 1962: Die Wunderwelt der Gebrüder Grimm (The Wonderful World of the Brothers Grimm)
- 1962: Das Zauberschwert (The Magic Sword)
- 1965: Village of the Giants
- 1965: Nebraska (The Rounders)
- 1965: Goldfalle (The Money Trap)
- 1966: Die Rückkehr der glorreichen Sieben (Return of the Seven)